# Jokne'am (mošava)
Jokne'am (hebrejsky יָקְנְעָם, v oficiálním přepisu do angličtiny Yoqne'am Moshava, přepisováno též Yokne'am) je vesnice typu mošava v Izraeli, v Severním distriktu, v Oblastní radě Megido.

## Geografie
Leží v nadmořské výšce 59 metrů, na pomezí Jizre'elského údolí, jihovýchodního úbočí masivu Karmel a svahů planiny Ramat Menaše. Z ní do Jizre'elského údolí míří podél jižního okraje vesnice vádí Nachal ha-Šofet, přímo skrz obci pak Nachal Keret a na severu je to pak Nachal Jokne'am. V krajině západně od obce stojí zalesněný kopec Tel Kira, na severozápadním okraji vesnice je to sídelní tel Tel Jokne'am.
Vesnice je urbanisticky propojena se stejnojmenným městem Jokne'am. Administrativně jde ale o dvě samostatné obce. Je situována v zemědělsky využívané krajině, cca 72 kilometrů severovýchodně od centra Tel Avivu a cca 20 kilometrů jihovýchodně od centra Haify. Mošavu Jokne'am obývají Židé, přičemž osídlení v tomto regionu je etnicky převážně židovské. 5 kilometrů severozápadním směrem odtud ovšem na hřbetu horského masivu Karmel leží drúzská sídla.
Na dopravní síť je vesnice napojena pomocí dálnice číslo 70, jež vede směrem k pobřeží Středozemního moře, a dálnice číslo 66, která sleduje jihozápadní okraj Jizre'elského údolí. Další místní komunikace propojují vesnici se sousedním stejnojmenným městem. Poblíž obce prochází i železniční trať v Jizre'elském údolí obnovená roku 2016, na níž zde funguje stanice Jokne'am – Kfar Jehošua.

## Dějiny
Obec Jokne'am byla založena roku 1935 Nazvána byla podle starověké lokality Joknoám, kterou zmiňuje například Kniha Jozue 12,22
Vznik novověkého židovského osídlení zde umožnila pozemková transakce, při níž tu Jehošua Chankin získal do židovského vlastnictví pozemky od arabské statkářské rodiny. V roce 1934 nabyl převod právní platnosti a hned následujícího roku se sem nastěhovali první židovští osadníci. Zakladateli vesnice byla skupina židovských přistěhovalců z Německa a
Nizozemska.
Šlo o unikátní model zřizování vesnice, kdy její obyvatelé dokázali sami financovat převod pozemků do osobního vlastnictví a rozvoj osady. Jokne'am se tím lišil od kolektivních (kibuc) a družstevních (mošav) vesnic v okolí. V prvních letech nicméně kolonisté čelili hospodářským potížím, kvůli kterým polovina rodin vesnici opustila. Situace se stabilizovala až ve 40. letech 20. století.
Během arabského povstání, které v tehdejší mandátní Palestině vypuklo v roce 1936, byla vesnice napadena arabskými útočníky, kteří v květnu 1936 zničili dva tisíce stromů v okolí mošavy. V srpnu téhož roku byli při arabském útoků zastřeleni dva strážci vesnice.
Po vzniku státu Izrael bylo v 50. letech 20. století vedle stávající vesnice založeno rozvojové město Jokne'am zvané tehdy též Jokne'am Illit (Horní Jokne'am) určené pro ubytování masivní vlny přistěhovalců. Šlo nejprve o provizorní přistěhovalecký tábor (ma'abara) zřízený roku 1950, v následujících letech přetvářený na trvalou zástavbu. Soužití původní zemědělské populace s nově příchozími městskými obyvateli ale nebylo úspěšné. Sedláci z původního Jokne'amu nechtěli sdílet jednu obec s chudšími přistěhovalci v novém městě. Roku 1967 proto došlo k správnímu oddělení obou obcí. Jokne'am Illit tehdy získal statut místní rady (malého města), zatímco mošava Jokne'am se oddělila jako ryze vesnické sídlo. V 70. a 80. letech 20. století město Jokne'am procházelo vleklou hospodářskou krizí. Od 90. let 20. století ale začalo prosperovat a role se obrátily. Počátkem 21. století se uvažovalo o sloučení města Jokne'am s mošavou Jokne'am, tentokrát jako vyjádření ekonomické síly města ve srovnání se stagnující zemědělskou vesnicí.
Místní ekonomika v Jokne'am je založena na zemědělství a turistickém ruchu. Část lidí za prací dojíždí mimo obec. Zemědělství už není dominantním způsobem obživy.
V obci funguje synagoga, obchod, plavecký bazén, sportovní areály a zařízení předškolní péče o děti. Základní škola je k dispozici ve vesnici Kfar Jehošua.
V září 1980 se na vesnici zřítilo letadlo Douglas A-4 Skyhawk izraelské armády. Jedna místní žena podlehla zraněním utrpěným při nehodě. Pilot přežil.

## Demografie
Obyvatelstvo Jokne'am je sekulární. Podle údajů z roku 2014 tvořili populaci v Jokne'am Židé (včetně statistické kategorie "ostatní", která zahrnuje nearabské obyvatele židovského původu ale bez formální příslušnosti k židovskému náboženství).
Jde o menší sídlo vesnického typu s dlouhodobě rostoucím počtem obyvatel. K 31. prosinci 2014 zde žilo 1350 lidí. Během roku 2014 populace stoupla o 2,4 %.
| Rok            | 1948 | 1972 | 1983 | 1995 | 2001  | 2003  | 2004  | 2005  | 2006  | 2007  | 2008  | 2009  | 2010  | 2011  | 2012  | 2013  | 2014  |
| -------------- | ---- | ---- | ---- | ---- | ----- | ----- | ----- | ----- | ----- | ----- | ----- | ----- | ----- | ----- | ----- | ----- | ----- |
| Počet obyvatel | 365  | 458  | 634  | 884  | 1 010 | 1 049 | 1 050 | 1 077 | 1 082 | 1 135 | 1 179 | 1 232 | 1 299 | 1 277 | 1 300 | 1 318 | 1 350 |